# Susana González Muñoz
María Susana González Muñoz (Cuenca, 1946/1947) es una académica y política ecuatoriana, recordada como la primera mujer en ocupar la presidencia del Congreso Nacional de Ecuador.

## Trayectoria
Ingresó a la política en las elecciones de 1992 como candidata por el Partido Social Cristiano para la alcaldía de Cuenca, convirtiéndose en la primera mujer que aspiraba a dicha dignidad. Obtuvo el segundo lugar en las votaciones, detrás del exalcalde Xavier Muñoz.
En las elecciones legislativas de 1994 fue elegida diputada en representación de la provincia de Azuay por el Partido Social Cristiano (PSC). Fue reelegida al cargo en las elecciones legislativas de 1996 y en las de 1998, esta última como diputada nacional. En julio de 2000 se desafilió del PSC por diferencias ideológicas con su dirigencia.

### Presidencia del Congreso Nacional
El 1 de agosto de 2000 fue elegida presidenta del Congreso Nacional en una controversial sesión del pleno, presidida por el legislador Carlos Falquez, en que el Partido Social Cristiano exigía el puesto para su diputado Xavier Neira. Una vez que la votación por Neira falló, González fue presentada como candidata por los partidos de centroizquierda y ganó la votación, lo que provocó enfrentamientos que terminaron en golpes e insultos entre los partidarios de González y los legisladores socialcristianos, quienes alegaron que les correspondía por ley la presidencia al ser la segunda fuerza política en el Congreso. Seguidamente presentaron un amparo constitucional con miras a invalidar la elección de González.
El presidente de la república, Gustavo Noboa, aseveró que se mantendría neutral ante el conflicto y que esperaría la resolución judicial sobre el tema. El 10 de agosto los 14 ministros que conformaban el gabinete del presidente Noboa presentaron su renuncia al cargo para intentar buscar una salida al conflicto legislativo, que para entonces había desembocado en la celebración de plenarias paralelas entre los partidarios de González y los diputados socialcristianos. González aseguró que no existían dos Congresos y que ella estaba dispuesta a renunciar al cargo si se presentaba un consenso.
El 22 de agosto de 2000 González renunció a la presidencia del Congreso, luego de 22 días en el puesto, aseverando que lo hacía por respeto a la institucionalidad del país y en función de la paz y la tranquilidad ciudadana. Su decisión llegó después de que el Tribunal Constitucional declarara que su elección había sido ilegal, fallo que González rechazó.

### Vida política posterior
En las elecciones seccionales de 2004 volvió a intentar llegar a la Alcaldía de Cuenca, rondando el tercer lugar en las encuestas previas a la elección, por debajo del ex prefecto Marcelo Cabrera y del entonces alcalde Fernando Cordero Cueva. Finalmente obtuvo el quinto lugar.

## Publicaciones
González es doctora en Ciencias de la Educación con especialidad en Historia y Geografía. Como parte de su trabajo académico en el área antropológica ha investigado las celebraciones populares en la provincia del Azuay. Sobre el tema tiene dos libros publicados, Tradición y cambio en las fiestas religiosas del Azuay y El Pase del Niño en Cuenca. Además ha colaborado con otras publicaciones.